# Coenosia sponsa
Coenosia sponsa är en tvåvingeart som beskrevs av Xue och Tong 2004. Coenosia sponsa ingår i släktet Coenosia och familjen husflugor. Inga underarter finns listade i Catalogue of Life.